# میرزاپور (هند)

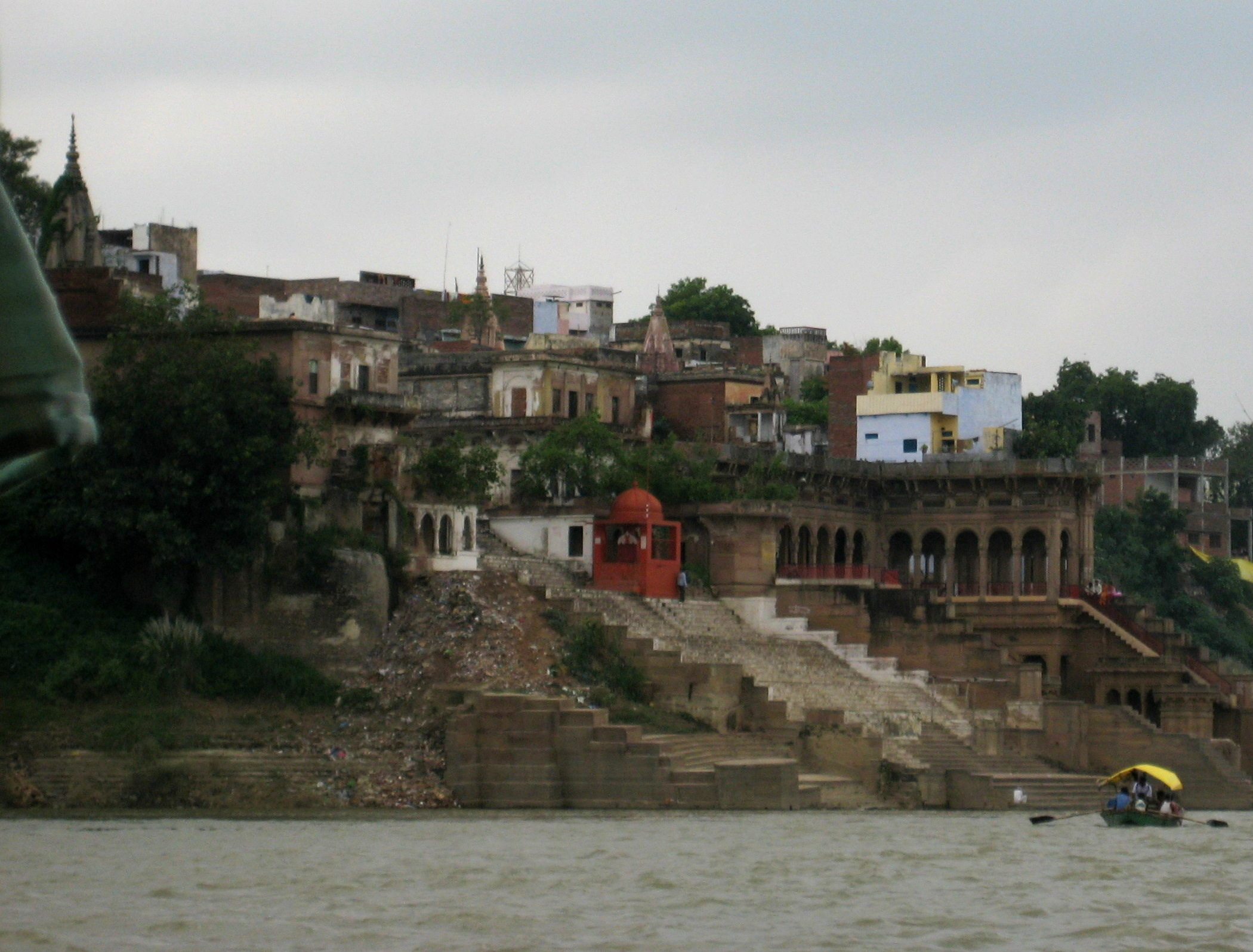
منطقه مسکونی در هند

شهر میرزاپور (به انگلیسی: Mirzapur) با جمعیت ۲۳۳٫۸۶۳ نفر در ایالت اوتار پرادش در کشور هند واقع شده‌است.